# Lab 110
Lab 110 là một trong những tổ chức hack chính phủ của Bắc Triều Tiên, và nó là một hoạt động của Tổng cục Trinh sát (Bắc Triều Tiên).